# Llau de Ferriol
La llau de Ferriol és un barranc del terme de Castell de Mur, dins de l'antic terme de Mur, al Pallars Jussà. Pertany al territori del poble de Vilamolat de Mur.
Es forma en el Forat Negre, des d'on davalla cap al nord, travessant l'Obac de Ferriol. Discorre paral·lel pel costat de ponent del Serrat de la Vinyeta, passa a llevant de la Costa del Rei i a ponent de la Vinyeta, on aiguavessa en la llau del Romeral.